# Холовчыц, Кшиштоф

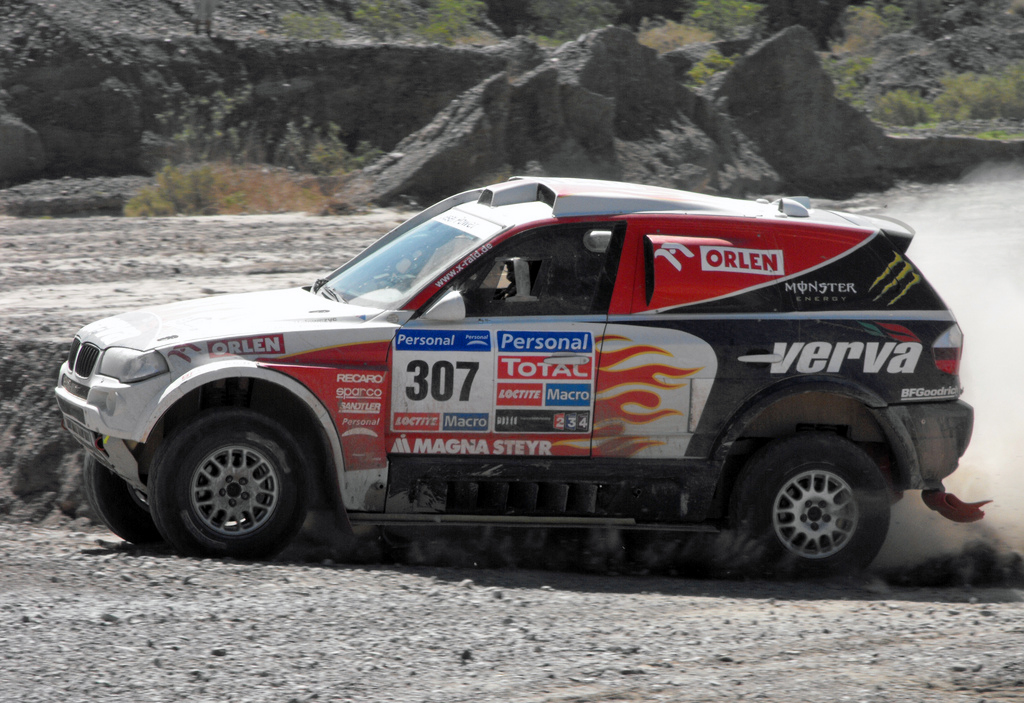
BMW X3 CC под управлением Кшиштофа Холовчыца на Ралли Дакар 2011

Кши́штоф Ве́слав Холо́вчыц (пол. Krzysztof Wiesław Hołowczyc; род. 4 июня 1962 года, Ольштын) — польский автогонщик (классическое ралли, ралли-рейды, ралли-кросс).
С декабря 2007 по июль 2009 года являлся депутатом Европейского парламента. Работал в Комитете по транспорту и туризму, Комитете по международной торговле, а также входил в состав делегации по сотрудничеству с Республикой Беларусь.

## Результаты выступлений наралли «Дакар»
| Год       | №   | Штурман            | Автомобиль        | Место |
| --------- | --- | ------------------ | ----------------- | ----- |
| 2005 (en) | 365 | Жан-Марк Фортен    | Mitsubishi Pajero | 60    |
| 2006      | 323 | Жан-Марк Фортен    | Nissan Pick-Up    | Сход  |
| 2007      | 329 | Жан-Марк Фортен    | Nissan Navara     | Сход  |
| 2009      | 317 | Жан-Марк Фортен    | Nissan Navara     | 5     |
| 2010      | 308 | Жан-Марк Фортен    | Nissan Navara     | Сход  |
| 2011      | 307 | Жан-Марк Фортен    | BMW X3 CC         | 5     |
| 2012      | 304 | Жан-Марк Фортен    | MINI ALL4 Racing  | 9     |
| 2013      | 310 | Филипи Палмейру    | MINI ALL4 Racing  | Сход  |
| 2014      | 309 | Константин Жильцов | MINI ALL4 Racing  | 6     |
| 2015 (en) | 307 | Ксавье Пансери     | MINI ALL4 Racing  | 3     |

## Спортивные достижения

### Классическое ралли
- Чемпион Европы: 1997
- Вице-чемпион Европы: 1995
- Чемпион Польши в абсолютном зачёте: 1995, 1996, 1999

### Ралли-рейды
- Обладатель Кубка мира: 2013
- Обладатель международного Кубка FIA по бахам: 2010
- Победитель ралли «Шёлковый путь»: 2011
- Серебряный призёр Кубка мира: 2008

## Семья
Жена Данута, дочери Каролина, Алиса и Антонина.